# Johann Friedrich Wilhelm Herbst
Johann Friedrich Wilhelm Herbst (1 tháng 11 năm 1743 – 5 tháng 11 năm 1807) là một nhà nghiên cứu tự nhiên học và côn trùng học người Đức. Ông giữ chức tuyên úy trong quân đội Phổ. 
Ông cùng với Carl Gustav Jablonsky làm biên tập cho bộ sách Naturgeschichte der in- und ausländischen Insekten (1785–1806) gồm 10 tập. Đây là một trong những công trình tiên phong khảo sát toàn diện họ bọ cánh cứng. Cuốn Naturgeschichte der Krabben und Krebse của ông là tác phẩm đầu tiên khảo sát toàn diện động vật giáp xác.
Ngoài ra, ông còn có một số công trình khác như Anleitung zur Kenntnis der Insekten (1784–86, 3 tập), Naturgeschichte der Krabben und Krebse (1782–1804, 3 tập), Einleitung zur Kenntnis der Würmer (1787–88, 2 tập) and Natursystem der ungeflügelten Insekten (tạm dịch: Phân loại côn trùng không có cánh) (1797–1800, 4 phần).
Năm 1770, ông kết hôn với bà Euphrosyne Luise Sophie (1742–1805) tại Berlin; bà là con gái Hofrat Phổ Libert Waldschmidt. Hai người dường như không có hậu duệ.

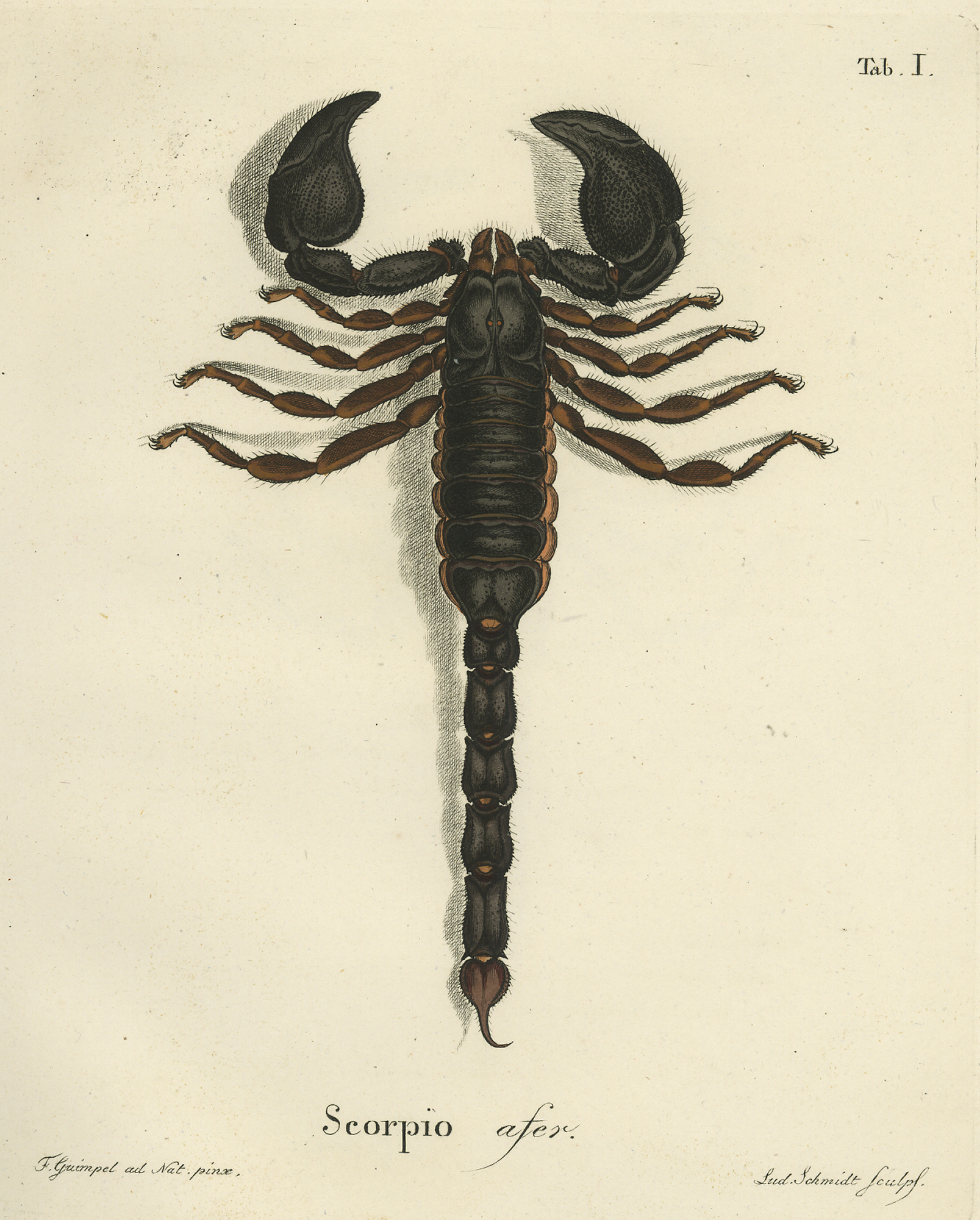
Hình vẽ bọ cạp trong sách Natursystem der Ungeflügelten Insekten